# 13 snart 30
13 snart 30 (engelska: 13 Going On 30) är en amerikansk långfilm som hade biopremiär i USA den 23 april 2004 i regi av Gary Winick, med Jennifer Garner, Mark Ruffalo, Judy Greer och Andy Serkis i rollerna.

## Handling
Året är 1987 och 13-åriga Jenna Rink drömmer om det glamourösa vuxenlivet. Hon har tröttnat på sin bästa vän Matt; därför bjuder hon in de häftigaste skolkamraterna till sitt trettonårsparty. Festen blir en katastrof och en förödmjukad Jenna önskar att hon istället är 30. Nästa dag, när hon vaknar upp, har hon flyttats 17 år framåt i tiden, till 2004. Som 30-åring jobbar hon på ett stort modemagasin, har en fin lägenhet, en läcker pojkvän och är äntligen cool och populär. Det finns bara en hake – i själ och hjärta är Jenna fortfarande samma osäkra tonårstjej.

## Rollista
| Jennifer Garner  | – Jenna Rink       |
| Mark Ruffalo     | – Matt Flamhaff    |
| Judy Greer       | – Lucy Wyman       |
| Andy Serkis      | – Richard Kneeland |
| Kathy Baker      | – Bev Rink         |
| Phil Reeves      | – Wayne Rink       |
| Sam Ball         | – Alex Carlson     |
| Marcia DeBonis   | – Arlene           |
| Christa B. Allen | – Unga Jenna       |
| Sean Marquette   | – Unge Matt        |